# إركولانو
إركولانو (Ercolano) مدينة جنوب إيطاليا في مقاطعة نابولي ضمن إقليم كامبانيا ، يرجع اسمها نسبة إلى البطل الأسطوري الإغريقي هرقل ، تبعد عن نابولي 4 اميال، سكانها حوالي 55.637 نسمة .

## السكان
في سنة 1861 بلغ عدد السكان 12٬693 نسمة، وتطور العدد ليصل في سنة 2011 لـ 53٬677 نسمة.
يظهر هذا المخطط البياني تطور النمو السكاني لـ إركولانو

## أعلام
- يوسف بك كرم